# Big Time Rush (1.ª temporada)
A primeira temporada de Big Time Rush teve seu primeiro episódio exibido em 28 de novembro de 2009 e o último exibido em 20 de agosto de 2010 nos Estados Unidos. A série é protagonizada por "Kendall Knight" (Kendall Schmidt), "James Diamond" (James Maslow), "Carlos García" (Carlos Pena Jr.) e "Logan Mitchell" (Logan Henderson), a partir do momento em que conhecem "Gustavo Rocque" (Stephen Kramer Glickman), um produtor de discos, que procurava por um novo sucesso. E ainda, como parte do elenco principal, figura "Katie Knight" (Ciara Bravo), irmã de Kendall.
No elenco secundário há Tanya Chisholm, Challen Cates, Erin Sanders, Katelyn Tarver, Matt Riedy, David Anthony Higgins, Tucker Albrizzi, Carlie Casey, Denyse Tontz, Kelli Goss, Savannah Jayde e Daran Norris.
Ainda há participações especiais de Nicole Scherzinger, Jordin Sparks e Erik Estrada.

## Enredo
Quatro jogadores de hóquei de Minnesota - Kendall Knight (Kendall Schmidt), James Diamond (James Maslow), Carlos Garcia (Carlos Pena Jr.), e Logan Mitchell (Logan Henderson) - têm a oportunidade de ser uma banda chamada Big Time Rush.
Eles se mudam para Los Angeles, Califórnia, onde vivem em um hotel chamado "Palm Woods" e têm aulas na "Escola Palm Woods ", uma escola especial apenas para artistas. Os meninos rotineiramente entram em conflito com o prepotente e escandaloso (mas bem-sucedido) produtor Gustavo Rocque (Stephen Kramer Glickman), e sua bem-intencionada assistente Kelly Wainwright (Tanya Chisholm), enquanto tenta impressionar o chefe de Gustavo, Arthur Griffin (Matt Riedy), de modo que eles possam se tornar bem sucedidos. Os meninos também frequentemente entram em conflito com o "Sr. Bitters" (David Anthony Higgins), o gerente de Palm Woods. Ele constantemente ameaça expulsar os meninos (e vários outros residentes) por violações de regras.
Ao longo da série, os meninos passam por muitos conflitos, acidentes e infortúnios. Os conflitos são principalmente sociais, muitas vezes, lidar com o relacionamento entre eles, escola, trabalho e outras questões.

## Produção
A série foi concebida e criada por Scott Fellows, ex-criador e produtor executivo de Manual de Sobrevivência Escolar do Ned. Fellows diz que sua inspiração para o show foi o show de comédia musical, The Monkees, uma popular e culturalmente significativa série de televisão americana sobre um grupo de quatro jovens adultos do sexo masculino, que formam uma banda de rock, se tornaram famosos, e cantam e ao mesmo tempo tem aventuras cômicas. Embora o show tinha um conceito já em 2007, a série não tinha nenhum título real até agosto de 2009. A série é filmada em Los Angeles, Califórnia, em Hollywood. Ela ocorre principalmente em locais fictícios como o hotel "Palm Woods" e a "Rocque Records" (a gravadora do Big Time Rush). O primeiro especial de uma hora é o primeiro episódio a ter lugar nos subúrbios de Los Angeles e em uma pequena cidade em Minnesota.

## Sequência de Abertura
A sequência do tema geralmente é precedido por uma sequência de pré-abertura. A música de abertura é "Big Time"Rush"," e é apresentada com vários caracteres misturados com imagens animadas em um livreto, cenas de vários episódios e efeitos gráficos.

## Exibição
A prévia especial de uma hora (que serve como o episódio piloto da série e primeiro episódio) estreou na Nickelodeon (EUA) em 28 de novembro de 2009, atraindo uma audiência de 3,6 milhões de telespectadores.[carece de fontes?] A estreia oficial da série em 18 de janeiro de 2010 (que se seguiu à estreia do especial de iCarly ("O Salvamento"), foi assistido por um total de 7,1 milhões de telespectadores no total, se tornando a segunda série mais assistida da história da Nickelodeon. Perdendo apenas para iCarly.

## 1ª Temporada (2009 - 2010)
- A temporada possui 20 episódios.
- Ela foi filmada entre janeiro e agosto de 2009.
- Kendall Schmidt, James Maslow, Carlos Pena Jr., Logan Henderson e Stephen Kramer Glickman estão presentes em todos os episódios.
- Ciara Bravo e Tanya Chisholm (apesar de não fazer parte do elenco principal) estão ausentes em um episódio.

| # S | # T   | Títulos                                                                                    | Diretor(es)          | Roteirista(s)             | Datas Originais de Exibição                                        | Código de Produção | Audiência nos EUA (em milhões) |
| --- | ----- | ------------------------------------------------------------------------------------------ | -------------------- | ------------------------- | ------------------------------------------------------------------ | ------------------ | ------------------------------ |
| 1–2 | 1–2   | "O Grande Teste(Parte 1 e 2)" (Primeiro Filme de Big Time Rush) "Big Time Audition"        | Savage Steve Holland | Scott Fellows             | 28 de novembro de 2009 15 de abril de 2010 13 de agosto de 2010    | 101-102            | 3.5                            |
| Quatro melhores amigos jogadores de hóquei de Minnesota, Kendall Knight (Kendall Schmidt), James Diamond (James Maslow), Carlos Garcia (Carlos Pena Jr.) e Logan Mitchel (Logan Henderson) ao descobrirem que Gustavo Rocque (Stephen Kramer Glickman), um grande produtor musical dos anos 90 está na cidade procurando novos astros, decidem levar James para fazer o teste, pois seu sonho era ser um astro.Após Gustavo gritar com todos dizendo que não tinham talento, Kendall o desafia, sendo mais tarde procurado por Gustavo, que diz que gostaria de levá-lo para Los Angeles para tornar-lhe um astro. Kendall recusa, mas depois faz uma proposta para Gustavo, que aceita, e leva Kendall e seus três melhores amigos para Los Angeles para formarem um grupo musical. Ao chegarem em Los Angeles os garotos são acomodados no famoso Palm Woods, um hotel conhecido como "A Casa de Futuros Famosos", onde conhecem Camille, a atriz rainha de Palm Woods; Tayler, um garoto ruivo de vários comerciais; As Jennifer, três garotas com o mesmo nome que cantam, dançam e atuam; o Cara do Violão, músico e compositor e Raio-O Cão Maravilha. Depois de não levarem nada a sério, os quatro amigos percebem que estão fazendo a coisa errada, então levam a coisa a sério, sendo aprovados por Arthur Griffin, seu CEO(Presidente) e ganhando três meses para produzir um CD-Demo e então depois saber se continuaram em Los Angeles como futuros astros. Atores Secundários:Tanya Chisholm como Kelly, Challen Cates como Sra. Knight, Matt Riedy como Arthur Griffin, Fred Tallaksen como Sr.X, Erin Sanders como Camille, Denize Tontz-Spencer Locke e Savannah Jayde como As Jennifers, Barnett O'Hara como o Guitarrita (Cara do Violão) e Tucker Albrizzi como Tyler. Atores Convidados:Ted Garcia como ele mesmo. Participações especiais:Nicole Scherzinger como ela mesma. Notas:Além de ser o primeiro episódio, esse é o primeiro episódio duplo da série.James canta uma música de Smokey Robinson. No episódio são mencionados Gwen Stefani, Yo Gabba Gabba!, Lady GaGa e Beyoncé. O episódio termina com a frase "E a Viagem Musical Começa". Músicas de fundo:"Famous","City is Ours" Músicas cantadas:"The Giant Turd" (cantada por Kendall para provocar Gustavo) e "Big Time Rush". |       |                                                                                            |                      |                           |                                                                    |                    |                                |
| 3 | 3     | "A Escola do Rocque" "Big Time School of Rocque"                                           | Savage Steve Holland | David Schiff              | 18 de janeiro de 2010 20 de maio de 2010 10 de setembro de 2010    | 104                | 7.1                            |
| Os meninos têm uma dose de realidade quando Kelly diz que eles terão de ir à escola pelo menos quatro horas por dia enquanto eles vivem em Los Angeles.Enquanto os meninos querem ir para a divertida escola de Palm Woods, eles descobrem que Gustavo fez arranjos para que sua escola esteja localizada no estúdio de gravação, para que eles não cheguem atrasados aos ensaios. Os meninos fazem o que for necessário para derrubar a "Escola do Rocque" e irem à "Escola Palm Woods".Enquanto isso, uma tentativa da Sra. Knight de ser a professora de Katie falha, então ela tenta fazer com que Katie atue em um comercial para entrar na Escola de Palm Woods, tendo Bitters como empresário. Atores Secundários:Tanya Chisholm como Kelly, Challen Cates como Sra. Knight, David Anthony Higgins como Sr. Bitters e Denize Tontz-Spencer Locke e Savannah Jayde como As Jennifers. Atores Convidados:Tara Strong como Srta. Collins, Dee Bradley Baker como Sr.Smitty e Roz Witt como Sra. Chisdak. Participações especiais:Chris Masters como ele mesmo. Notas:Este foi o episódio mais assistido de "Big Time Rush".Esta é a primeira aparição do Sr. Bitters."Donas de Casa Incompetentes" é uma paródia de Desperate Housewives. Músicas de fundo:"Famous" |       |                                                                                            |                      |                           |                                                                    |                    |                                |
| 4 | 4     | "Reforma Geral" "Big Time Crib"                                                            | David Kendall        | Scott Fellows             | 22 de janeiro de 2010 27 de maio de 2010 10 de setembro de 2010    | 103                | 3.2                            |
| Já faz uma semana que os meninos estão em Los Angeles, mas eles não estão entusiasmados com o seu novo apartamento em Palm Woods e montam um plano para melhorá-lo, quando descobrem que Gustavo mandou montar um cenário intitulado "Casa do adolescente moderna" em seu estúdio para a gravação de um pequeno comercial. Os meninos então com a ajuda de Katie; Camille e As Jennifers, fazem de tudo para que o cenário seja montado em seu apartamento ao invés de ser montado na Rocque Records. No final Gustavo deixa o cenário no apartamento dos garotos como uma recompensa pelo seu esforço. Atores SecundáriosTanya Chisholm como Kelly, Erin Sanders como Camille, Denize Tontz-Spencer Locke e Savannah Jayde como As Jennifers, David Anthony Higgins como Sr. Bitters e Challen Cates como Sra. Knight. Atores Convidados:Koji Kataoka como Fujisaki. Notas:O Sr.Bitters menciona Lindsay Lohan, Shia LaBeouf e Kanye West. Músicas cantadas:"Big Time Rush". |       |                                                                                            |                      |                           |                                                                    |                    |                                |
| 5 | 5     | "O Bad Boy" "Big Time Bad Boy"                                                             | Joe Menendez         | Lazar Saric               | 29 de janeiro de 2010 3 de junho de 2010 17 de setembro de 2010    | 105                | 3.8                            |
| Griffin, o CEO(Presidente) da Gravadora, pensa na adição de um quinto membro na banda, que vai ampliar o Big Time do Rush com um auto-proclamado "bad boy" chamado Wayne Wayne, que tenta criar divergências e tensões dentro do grupo.Finalmente, Gustavo e os garotos, secretamente, se unem para expulsar o bad-boy.Enquanto isso, a Sra. Knight está convencida de que há um maníaco do machado à solta, não deixando Katie sair de casa, a não ser para brincar com a nova garota de Palm Woods, chamada Molly, que Katie acha muito estranha. Por fim Kendall se intitula o "bad boy" da banda, tendo uma "Batalha de Bad Boys" com Wayne Wayne. Em Palm Woods Sra. Knight descobre que o maníaco do machado é na verdade Budha Bob, o zelador de Palm Woods e que Molly é uma atriz de 30 anos que se passa por uma garota de nove para conseguir trabalho em Hollywood. Atores Secundários:Tanya Chisholm como Kelly, Matt Riedy como Arthur Griffin, Challen Cates como Sra.Knight, Daran Norris como Budha Bob, Erin Sanders como Camille, David Anthony Higgins como Sr.Bitters e Denize Tontz-Spencer Locke e Savannah Jayde como As Jennifers. Atores Convidados:Matt Angel como Wayne Wayne e Allegra Dawn Fetyko como Molly Finster. Notas:Wayne Wayne é uma paródia de Eminem, Wayne Wayne diz que nasceu nas ruas de Detroit, que é exatamente onde Eminem cresceu e começou sua carreira. O símbolo do "Colegio da Magica" mencionado por Camille, é o mesmo lobo utilizado como símbolo da escola "James K. Polk" em Manual de Sobrevivência Escolar do Ned, só que desta vez está com as cores vermelho e branco ao invés de verde e amarelo. Os "Zaggles Ziggle" são uma paródia de The Wiggles. O site de vídeos "Shube Tube" é uma paródia do YouTube. A primeira aparição de Budha Bob é neste episódio. Daran Norris (Budha Bob), já trabalhou em outra série de Scott Fellows, que foi Manual de Sobrevivência Escolar do Ned, onde interpretou o zelador Gordy. Em duas séries de Scott Fellows, Daran Norris interpreta um zelador, em Manual de Sobrevivência Escolar do Ned ele é o zelador da escola e em Big Time Rush ele é o zelador do Hotel Palm Woods. Matt Angel (Wayne Wayne) já participou de outra série da Nickelodeon, Victorious criada por Dan Schneider, no episódio " O Novo Namorado da Cat", onde interpretou Daniel, ex-namorado de Tori e novo namorado da Cat. Músicas cantadas:"City is Ours" (prévia). |       |                                                                                            |                      |                           |                                                                    |                    |                                |
| 6 | 6     | "Essa Gata é Minha" "Big Time Love Song"                                                   | Jon Rosenbaum        | Scott Fellows             | 5 de fevereiro de 2010 10 de junho de 2010 17 de setembro de 2010  | 106                | 3.7                            |
| Uma nova garota chamada Jo (vinda da Carolina do Norte), chega em Palm Woods e os garotos se interessam ao mesmo tempo por ela, fazendo com que a banda brigue.Enquanto isso, James tem uma reação alérgica a um perfume , e Kelly tenta fazê-lo tomar uma injeção, mas James acaba tendo urticaria e seu corpo fica inchado seus labios ficam hinchados e suas mãos ficam gigantes e ele toma finalmente uma coragem e toma finalmente a injeção; Gustavo recebe um novo ajudante pessoal chamado "Trem de Carga"; Katie tem que escrever um relatório sobre a pessoa de quem ela mais admira, e escreve sobre Gustavo para que não tenha um grande trabalho; e Griffin quer uma canção de amor lenta como a próxima música, mas Gustavo está tendo dificuldades em compor a nova canção.Enquanto isso em Palm Woods, os garotos fazem uma serenata para Jo, que diz ter um namorado, partindo o coração dos meninos. Atores Secundários:Tanya Chisholm como Kelly, Erin Sanders como Camille, Matt Riedy como Arthur Griffin, Challen Cates como Sra.Knight, David Anthony Higgins como Sr.Bitters e Denize Tontz-Spencer Locke e Savannah Jayde como As Jennifers. Atores Convidados:Katelyn Tarver como Jo, Stephen Keys como Trem de Carga, Lorenzo Lamas como Dr. Hollywood, Rachel DiPillo como Racheal(outra garota nova do final do episódio) e Tiana Madry e Tiera Madry como As Gêmeas. Notas:Esta é a primeira aparição de Jo e Trem de Carga.Este episódio foi lançado na "Super Semana de Encontros" na NickelodeonEUA, semana onde passou vários episódios com temas amorosos das séries da Nickelodeon. Músicas cantadas:"Any Kind of Guy". |       |                                                                                            |                      |                           |                                                                    |                    |                                |
| 7 | 7     | "Perigos na Mansão" "Big Time Mansion"                                                     | Joe Menendez         | Jed Spingarn              | 12 de fevereiro de 2010 17 de junho de 2010 24 de setembro de 2010 | 107                | 3.4                            |
| Quando Gustavo tem que ir a uma viagem de negócios na Carolina do Norte, ele precisa de alguém que cuide de sua mansão, mas diz que os meninos não podem cumprir a tarefa e que Trem de Carga cuidaria da mansão. No entanto, desde da última vez que Trem de Carga esteve na mansão, quebrou a estátua de Gustavo.Gustavo é forçado a deixar os garotos cuidando de sua mansão, com Kendall no comando.Tudo ia bem até arrombarem a geladeira de Gustavo, derrubarem pudim no sofá e quase destruírem a mansão.Enquanto isso em Palm Woods, Sra.Knight está triste por Kendall ter crescido, Katie ao ver a tristeza da mãe, finge estar doente para que a Sra.Knight cuide dela. Depois de quase quebrarem tudo na mansão, Kendall dicide ligar para sua mãe, que logo chega com Katie "já curada", e ajuda os meninos a arrumarem a mansão. Atores Secundários:Tanya Chisholm como Kelly, Challen Cates como Sra.Knight e Stephen Keys como Trem de Carga(mostrado em um flashback), Atores Convidados:Eric Nelsen, A.J. Mendoza e Kamen Edwards como Os Windmills. Notas:Gustavo faz uma referência ao Green Day. Músicas de fundo:"Famous" e "City is Ours". |       |                                                                                            |                      |                           |                                                                    |                    |                                |
| 8 | 8     | "A Foto" "Big Time Photoshoot"                                                             | Jonathan Judge       | Ron Holsey                | 26 de fevereiro de 2010 24 de junho de 2010 24 de setembro de 2010 | 108                | 3.6                            |
| Os meninos estão em Palm Woods, gravemente feridos.Camille pergunta como uma simples foto na "Revista Pop Tiger" acabou com eles. Os meninos decidem contar tudo o que aconteceu.Tudo começou com uma simples sessão de fotos, até que Gustavo e Kelly são levados pela polícia para fazer serviço comunitário por destruírem a caixa de correio de Matthew McConaughey.Griffin assume a sessão de fotos fazendo com que os garotos vestissem roupas de toureiros segurando cachorros de pelúcia, com isso, os meninos decidem fazer um plano para se livrar de Griffin e não tirar fotos com aquelas roupas.Enquanto isso em outra parte da Rocque Records, Sra.Knight fica furiosa com os seguranças por não deixarem Katie e outras fãs verem o astro teen "Dak Zevon", e decide se juntar com outras fãs para "acaber" com os seguranças.Após os meninos conseguirem tirar a foto que queriam, Katie aparece com Dak saindo de dentro do duto de ventilação, e grita o nome dele, fazendo com que todas as fãs presentes na Gravadora entrassem correndo na sala procurando o astro teen. Na procura das fãs por Dak, os meninos acabam saindo machucados. Depois de contarem a história para Camille, os meninos dizem que valeu a pena, pois eles estariam na parede de várias garotas pelo pais inteiro, Camille concorda mas diz que Dak Zevon estava na parte de trás do poster dos meninos. Atores Secundários:Tanya Chisholm como Kelly, Matt Riedy como Griffin, Challen Cates como Sra.Knight e Erin Sanders como Camille. Atores Convidados:Carlos Alazraqui como Marcos-O Fotógrafo, Curt Hansen como Dak Zevon, William Romeo como Segurança 1, Jack Kennedy como Segurança 2, Karen Strassman e Dominic Flores os Oficiais, Jack Walsh como "Vovô" e Alex Barad como mensageiro da Pop Tiger. Notas:A Revista Pop Tiger é uma paródia das Revistas "Popstar!" e "Tiger Beat".Dak Zevon é uma paródia de Zac Efron. Na cena de início do episódio, quando os garotos estão jogando hóquei no apartamento, era para Kendall Schmidt empurrar James Maslow devagar, mas ele empurrou James contra o balcão da cozinha. Devido a isso James Maslow tem uma cicatriz em seu cotovelo. Músicas de fundo:"Halfway There". |       |                                                                                            |                      |                           |                                                                    |                    |                                |
| 9 | 9     | "Cada um por Si" "Big Time Break"                                                          | Paul Lazarus         | Lazar Saric               | 5 de março de 2010 1 de julho de 2010 10 de outubro de 2010        | 109                | 3.9                            |
| Os meninos estão aliviados por finalmente ter um tempo livre, já que Gustavo irá jogar tênis.Mas eles estão começando a enjoar das mesmas histórias uns dos outros, então decidem se separar por um dia.Logan está determinado em ir a uma aula de matemática de Phoebe Nachee, mas se decepciona quando descobre que a palestra é em uma escola somente para garotas, mas logo, com a ajuda de Sra.Knight consegue ir até a palestra (vestido de menina) mas acaba se revelando sem querer durante a palestra.Carlos entra em pânico quando percebe que seu capacete sumiu, mas recebe uma visita surpresa de seu pai, um policial, que o acompanha na missão para recuperar o capacete.James decide passar seu dia de folga tentando deslanchar sua carreira de ator com a ajuda de Camille.Kendall está desesperado para passar algum tempo com sua ainda amada, Jo, mas é desencorajado quando ela continuamente lembra-lhe que tem um namorado. No entanto, quando Katie ouve Jo no telefone com a mãe, descobre que Jo não tem um namorado, e só diz isso porque quer se focar na carreira.Katie ao ouvir a conversa de Jo, diz a Kendall, que está determinado a fazer com que Jo lhe diga a verdade. Atores Secundários:Erin Sanders como Camille, Katelyn Tarver como Jo, Challen Cates como Sra.Knight, David Anthony Higgins como Sr.Bitters e Daran Norris como Budha Bob.Taylar Hollomon como Fã de Phoebe Nachee Parker Young como Travis, Atores Convidados:Magie Henry como Phoebe Nachee, Raquel Bell como Guarda de Segurança, Diane Robin como Diretora de Elenco, Parker Young como Travis(falso namorado de Jo) e Taylar Hollomon como fã de Phoebe Nachee. Participações especiais:Erik Estrada como Oficial Garcia (pai de Carlos). Atores Principais/Secundários Ausentes:Tanya Chisholm como Kelly. Notas:"As Bruxas de Rodeo Drive" é uma paródia da série do Disney Channel, Os Feiticeiros de Waverly Place.Neste episódio, Erik Estrada atua como um Policial, isso é uma referência ao seu papel principal na antiga série CHiPs e a vários outros trabalhos seus na televisão como um policial. Phoebe Nachee é uma paródia de Danica McKellar. |       |                                                                                            |                      |                           |                                                                    |                    |                                |
| 10 | 10    | "Ficar ou Voltar" "Big Time Demos"                                                         | Henry Chan           | Scott Fellows             | 19 de março de 2010 8 de julho de 2010 17 de outubro de 2010       | 110                | 3.1                            |
| Já se passaram três meses desde que os meninos chegaram em Los Angeles, e se a Demo deles não for escolhida eles terão que voltar para Minnesota.Mercedes Griifin, ao ir até a Gravadora Rocque buscar a Demo do BTR para levar ao seu pai, finge ser a pessoa que escolhe a banda vencedora, forçando Kendall, depois Carlos e mais tarde Logan a serem "seus namorados".Kendall se irrita com a garota mimada, fazendo com que Mercedes vá embora com raiva, voltando mais tarde concordando com Kendall e dizendo a verdade.Mercedes revela ao grupo que quem escolhe as Demos vencedoras é um chimpanzé.Com a ajuda de Mercedes, Gustavo e os meninos sequestram o chimpanzé para faze-lo gostar de Big Time Rush.Em Palm Woods, Sra.Knight começa a trabalhar para Bitters, que a faz fazer as tarefas mais repugnantes.Os meninos conseguem ficar em Los Angeles e continuar sua carreira musical. Atores Secundários:Tanya Chisholm como Kelly, Matt Riedy como Arthur Griffin, Challen Cates como Sra.Knight e David Anthony Higgins como Sr.Bitters. Atores Convidados:Carlie Casey como Mercedes Griffin, Arnold Taylor como Gerente Regional Taylor, Grace Lee ex-assistente de Bitters e Kevin "Repo" Thomas como o residente do apartamento 3K. Notas:Carlie Casey (Mercedes Griffin) já participou de outra série de Scott Fellows, em Manual de Sobrevivência Escolar do Ned ela fazia o papel da patricinha Missy. Músicas de fundo:"Big Time Rush","Any Kind of Guy" e "Famous". Músicas cantadas:"Halfway There". |       |                                                                                            |                      |                           |                                                                    |                    |                                |
| 11 | 11    | "A Super Festa" "Big Time Party"                                                           | Jon Rosenbaum        | Dave Schiff               | 2 de abril de 2010 15 de julho de 2010 25 de outubro de 2010       | 111                | 4.3                            |
| Faz uma semana que a Demo dos meninos foi a escolhida.Mas, quando os meninos descobrem que não são convidados para sua própria festa na Rocque Records, eles decidem dar uma festa em Palm Woods, aproveitando que a Sra.Knight e Katie viajaram para San Diego, embora o Sr. Bitters não permita festas nos hotel. Eles decidem chamar a festa de "reuniãosinha social", já que não há nenhuma regra proibindo-os de fazer uma, e os garotos concordam em apenas convidar três amigos cada um.Kendall convida Jo, como sua "convidada-amiga-companheira", enquanto James convida as três meninas mais bonitas de seu telefone.Não se sabe quem Logan convidou.Carlos não consegue se decidir e acaba convidando os 3 primeiros contatos de seu telefone e um deles é "Todos os contatos" (Carlos pensava que era "Contatos com a Letra A", convidando, assim, seu telefone todo).Durante a "reuniãosinha social", todos da lista do telefone de Carlos chegam na festa, o que gera um grande problema.Durante a festa Mercedes Griffin acaba aparecendo querendo a atenção de Logan, que ganha um problema, pois Camille também está na festa e quer sua atenção.Enquanto isso Kendall e Jo tentam despistar o Sr.Bitters pelo hotel. Na gravadora Rocque, todos estão desanimados com a festa, e ao descobrir que os meninos estão dando uma super festa em Palm Woods, Kelly e Gustavo decidem levar todos para lá.James e Carlos autodenominam-se "Os Reis da Festa de Hollywood em Hollywood". Atores Secundários:Tanya Chisholm como Kelly, Katelyn Tarver como Jo, Erin Sanders como Camille, David Anthony Higgins como Sr. Bitters, Matt Riedy como Arthur Griffin, Challen Cates como Sra. Knight e Barnett O'Hara como O Guitarrista(Cara do Violão). Atores Convidados:Carlie Casey como Mercedes Griffin, Koji Kataoka como Fujisaki, Bonnie Morgan como Acrobata Russa Rena, Chris Grabher como Acrobata Russo Sergei. Notas:Esta é a última aparição de Mercedes Griffin. Músicas de fundo:"City is Ours","Halfway There","Any Kind of Guy","Big Time Rush" e "Famous". |       |                                                                                            |                      |                           |                                                                    |                    |                                |
| 12 | 12    | "A Lição" "Big Time Jobs"                                                                  | David Kendall        | Ron Holsey                | 16 de abril de 2010 23 de setembro de 2010 4 de novembro de 2010   | 113                | 3.3                            |
| Depois de quebrarem coisas no saguão de Palm Woods e estressarem Gustavo com o preço que deveria pagar pelas coisa, Gustavo diz aos meninos que eles terão que arranjar um emprego para pagar cada centavo do que eles quebraram, e eles não poderiam usar a piscina de Palm Woods até pagar tudo.Kendall e Logan arranjam um emprego de rodar placas em um lava rápido, mas são demitidos e começam um emprego de babás em Palm Woods, mas não conseguem controlar as crianças, tendo a ideia mais tarde de faze-las lavarem carros.Carlos vira assistente de Gustavo, lhe preparando café com sua nova máquina (CAL), que após Carlos dizer que queria mais espuma no café, a máquina não parou de soltar espuma "dizendo" que cobriria a Terra de espuma.Katie ajuda James a se tornar um modelo, mas James ao ver que tinha muita gente bonita com a mesma intenção com ele se decepciona e desiste do trabalho.Katie consegue convencer James a voltar ao local, fazendo com que James deixe os fotógrafos tirarem fotos de seu cotovelo para a propaganda de um creme da marca CUDA.Carlos com a ajuda de Kelly, destrói a máquina de café. Ao pagar tudo o que deviam para Gustavo, o Sr.Bitters e mais um monte de gente lhe entregam uma conta do que ele deveria pagar pelos meninos terem aberto uma creche ilegal, ter destruído uma protótipo daquela máquina de café, e pelas roupas usadas pelo James.Gustavo fica furioso e sair quebrando tudo pela Gravadora, ao ver isso Griifin faz Gustavo, Kelly e os meninos lavarem carros para conseguir o dinheiro para pagar tudo novamente. Atores Secundários:Tanya Chisholm como Kelly, David Anthony Higgins como Sr.Bitters, Challen Cates como Sra.Knight, Stephen Keys como Trem de Carga e Matt Riedy como Griffin. Atores Convidados:Erica Shaffer como a mãe de Wendell(uma das crianças cuidadas por Kendall e Logan), Evan Lake Schelton como Wendell, Melissa Legree como estilista, Darren Schnase como fotógrafo da CUDA e Rob Paulsen como CAL(dublador da máquina de café CAL). Notas:Os Zaggles Ziggle é uma paródia de The Wiggles.Se voce ouvir atentamente quando Gustavo está tocando piano, ele está tocando a música "This is Our Someday". Músicas de fundo:"City is Ours","This is Our Someday"(tocada por Gustavo no piano) e "Famous". |       |                                                                                            |                      |                           |                                                                    |                    |                                |
| 13 | 13    | "Big Time Rush na Internet" "Big Time Rush Blogger"                                        | Savage Steve Holland | Dave Schiff               | 23 de abril de 2010 16 de outubro de 2010 11 de novembro de 2010   | 116                | 2.6                            |
| Gustavo cria um blogue do BTR para as pessoas os conhecerem melhor, e lhes entrega câmeras para que eles gravem videos deles para depois postar no blog. Depois dos meninos quebrarem as câmeras, Gustavo diz aos meninos que eles iram passar um dia com Deke, o blogueiro número 1 dos famosos, que poderia escrever uma crítica boa ou ruim sobre a banda. Depois de serem "treinados" para passar um dia com Deke, os meninos vão até Palm Woods para serem entrevistados por ele. Depois de passar 5 minutos com os meninos, Deke resolve ir embora dizendo que eles não passam de bonecos ensaiados e que são mais uma banda que a indústria da música obriga as pessoas a engolir. Ao verem que Deke está indo embora, os meninos o trancam num armário e depois o perseguem pelo duto de ventilação de Palm Woods para tentar mudar a ideia de Deke sobre eles. Em outra parte de Palm Woods, Katie tenta criar um blog, mas é interrompida a todo instante pelo Sr.Bitters que está disposto a vencer a garota em vários tipos de competições.Enquanto isso na Gravadora Records, Gustavo está sendo odiado e ameaçado por belgas, por ter escrito em seu "Scuttlebutter" que odiava bruxelas(capital da Bélgica), mas o que ele quis dizer foi que "odiava couve de bruxelas". Atores Secundários:Tanya Chisholm como Kelly e David Anthony Higgins como Sr.Bitters. Atores Convidados:Matthew Moy como Deke, Clayde Yasuhara como Sr.Foung, Reece Kirk como Jean-Luc Varn Darn e Ahmed Best como um dos treinadores para um dia com Deke. Notas:"Scuttlebuttler" é uma paródia do Twitter. Em um dos "discursos" de Kendall com a banda, ele diz que eles são quatro Anakins que passaram para o lado negro da força, ele fez uma referência ao personagem Anakin Skywalker do filme Star Wars Episode III Revenge of Sith.Gustavo diz a palavra "padawan", que também é dos filmes Star Wars.Esta é a primeira vez que a Sra.Knight está ausente de um episódio. O líder dos belgas revoltados é uma paródia do ator Jean-Claude Van Damme. O personagem Dak Zevon é mencionado e mostrado em uma foto do blogue de Deke. Na Austrália o nome do episódio é "Big Time Fight". |       |                                                                                            |                      |                           |                                                                    |                    |                                |
| 14 | 14    | "O Fantasma" "Big Time Terror"                                                             | Savage Steve Holland | Scott Fellows             | 8 de maio de 2010 30 de outubro de 2010 31 de outubro de 2010      | 114                | 4.0                            |
| A Mansão de Gustavo fica inundada, então ele decide se mudar para Palm Woods e morar com os meninos até que sua mansão fique seca, mas os meninos estão dispostos a fazerem de tudo para que Gustavo volte para sua mansão.Ainda em Palm Woods, os moradores estão assustados com o que anda acontecendo, pois coisas se mexem sozinhas e um fantasma está a solta.Carlos está disposto a provar para Logan que fantasmas existem, então Logan decide dormir no saguão com Carlos e o Sr.Bitters para provar que não existe.Mesmo depois de muitas tentativas de tirar Gustavo do apartamento, Kendall e James não conseguem.Por fim os quatro amigos descobrem que "o fantasma de Palm Woods" era na verdade a garota nova, que estava fazendo um filme de terror independente e usando eles e o resto dos moradores como seu elenco.Com a ajuda da garota nova os meninos conseguem tirar Gustavo do apartamento. Atores Secundários:Tanya Chisholm como Kelly, David Anthony Higgins como Sr.Bitters e Challen Cates como Sra.Knight, Katelyn Tarver como Jo e Barnett O'Hara como O Cara do Violão. Atores Convidados:Tristin Mays como Stephanie Reis (garota nova), Keith Pillow como Sr.Reis e Rachel DiPillo como Rachel. Notas:Este episódio lançou na Nickelodeon (EUA) como parte do especial "Beyond Beliefe", que teve outros novos episódios de outras séries da Nickelodeon com o tema de terror como iCarly("Eu acredito no pé grande), Victorious(Tori, A Zumbi), True Jackson(O Medo).Esse episódio assim como "O Grande Teste" foi lançado em um sábado na NickelodeonEUA.Gustavo menciona Russell Crowe e Aerosmith. A cena onde os garotos correm atrás do "fantasma" no saguão de Palm Woods é uma paródia de vários episódios de Scooby-Doo. Eles tentam capturar "o fantasma" com aspiradores de pó, isso é uma paródia do filme Caça-Fantasmas. No Brasil o sobrenome de Stephanie é Reis, que é a tradução para o sobrenome original King. O nome Stepanhie King é uma referência ao nome de um dos produtores da série, Stephen King.Esta foi a primeira aparição de Stephanie. Músicas de fundo:"Big Time Rush" e "City is Ours". Músicas cantadas:"Stuck" (prévia) e "Shot in the Dark". |       |                                                                                            |                      |                           |                                                                    |                    |                                |
| 15 | 15    | "O Baile" "Big Time Dance"                                                                 | Fred Savage          | Lazar Saric               | 4 de junho de 2010 25 de outubro de 2010 18 de novembro de 2010    | 115                | 4.7                            |
| Depois de saberem que a festa de fim de ano escolar de Palm Woods seria feita com o entretenimento do Bitters, os meninos dão a ideia de fazer um baile.Srta.Collins concorda com a ideia e deixa os meninos como os organizadores.Gustavo deixa os meninos fazerem o baile na Rocque Records portanto que eles cantem a noite.Jo está confiante de que Kendall irá chamá-la para ser seu par, mas a única coisa que Kendall pediu para ela foi para ela fazer a decoração e ir até a loja de conveniencia buscar alguns salgadinhos e refrigerantes.Enquanto isso, James tenta ajudar Logan a pedir Camille para ir ao baile com ele. Depois de dispensarem Carlos, as Jennifers tem uma ideia, e pedem para Carlos ser o par das três, sendo três pessoas diferentes.Kendall e Katie sequestram um cara famoso chamado Fabio, por quem sua mãe tem uma queda, pra ir ao baile com ela. Por fim, Kendall exlica para Jo que não havia a chamado porque achava que eles já estariam juntos.Stephanie descobre os disfarces de Carlos como os pares das Jennifers e chama Carlos para dançar e Carlos Aceita o convite.James ao ajudar Logan, chamou várias garotas de Palm Woods acidentalmente para irem ao baile com ele, sendo mais tarde perseguido pelas mesmas. Atores Secundários:Tanya Chisholm como Kelly, Erin Sanders como Camille, Katelyn Tarver como Jo, Denize Tontz-Kelli Goss e Savannah Jayde como As Jennifers, Challen Cates como Sra.Knight e David Anthony Higgins como Sr.Bitters. Atores Convidados:Fred Tallaksen como Sr.X, Tara Strong como Srta.Collins, Tristin Mays como Stephanie, Rachel DiPillo como Rachel e Keith Allan como garoto-propaganda. Participações especiais:Fabio Lanzoni como ele mesmo. Notas:Kelli Goss entra para o elenco principal substituindo Spencer Locke como a Jennifer 2, pois Spencer Locke saiu da série para filmar Resident Evil: Afterlife. O fim de ano escolar nos Estados Unidos ocorre em julho, ao contrário do Brasil, que ocorre em novembro/dezembro. Músicas cantadas:"Stuck". |       |                                                                                            |                      |                           |                                                                    |                    |                                |
| 16 | 16    | "Boa Sorte" "Big Time Sparks"                                                              | Stewart Schill       | Jed Spingarn              | 18 de junho de 2010 28 de outubro de 2010 26 de novembro de 2010   | 117                | 3.2                            |
| Já faz seis meses que os garotos chegaram em Los Angeles, e até agora não viram ninguém famoso.Mas ao verem que a famosa Jordin Sparks está em Los Angeles para gravar sua nova música com Gustavo e está hospedada novamente em Palm Woods (onde morou quando ainda não era famosa), os garotos ficam perplexos. Os garotos são orientados por Gustavo a ficarem longe de Jordin por serem "pé frio".Logan e Carlos criam "A Patrulha da Boa Sorte", mas todas suas tentativas de deixar Jordin longe de perigo falham, sobrando para Kendall salvá-la, deixando Jo com ciumes. Depois de quebrar seu espelho, James acha que está com má sorte e decide procurar um trevo de quatro folhas.Acidentalmente os quatro amigos acabam jogando Jordin dentro de um poço, onde mais tarde eles também se encontravam.Enquanto isso na Rocque Records, Gustavo recebe uma encomenda, e ao abrir vê que é um gambá, enviado por seu rival, Hawk, dono da Gravadora Hawk Records, por Gustavo estar gravando a nova música de Jordin Sparks. Os meninos depois de serem resgatados do poço junto a Jordin pelo Trem de Carga ajudam Gustavo e Kelly a se livrarem do gambá e depois fazem um dueto com Jordin em sua nova música.Gustavo, com a ajuda de Jordin e dos meninos se vinga de Hawk. Atores Secundários:Tanya Chisholm como Kelly, Katelyn Tarver como Jo, David Anthony Higgins como Sr.Bitters. Atores Convidados:Phill LaMarr como Hawk, Phillip Jr. Sparks como ele mesmo(irmão mais novo de Jordin). Participações especiais:Jordin Sparks como ela mesma. Atores Principais/Secundários Ausentes:Ciara Bravo como Katie. Nota:Esta é a primeira ausência de Ciara Bravo na série. O personagem Dak Zevon é mencionado por James nesse episódio. Músicas cantadas:"Count on You". |       |                                                                                            |                      |                           |                                                                    |                    |                                |
| 17 | 17    | "Febre de Hollywood" "Big Time Fever"                                                      | Jonathan Judge       | Jed Spingarn              | 26 de junho de 2010 21 de setembro de 2010 1 de dezembro de 2010   | 112                | 3.8                            |
| Uma grande onde de calor atinge Los Angeles e James começa a usar um spray de bronzeamento, se tornando laranja, ou "mangerina" como ele diz.Camille explica aos meninos que James está com a Febre de Hollywood, causada pelo seu novo ambiente de moradia. Ao saber disso, Gustavo manda Kendall, Carlos e Logan fazerem James voltar ao normal. Enquanto isso, Katie, junto com Budha Bob abre uma barraquinha de raspadinhas em Palm Woods, chamando a atenção de Bitters pelo dinheiro. Depois de várias tentativas falhas, Logan acaba se tornando um hippie e começa a agir como o Guitarrista(Cara do Violão) depois de uma pequena conversa; e Carlos se torna uma das Jennifers, pois uma das três havia ido filmar uma novela na Gronelândia porque o calor estava acabando com o cabelo dela. Ao contar para Gustavo, ele,Kelly e Kendall tentam fazer James,Carlos e Logan voltarem ao normal. Atores Secundários:Tanya Chisholm como Kelly, Erin Sanders como Camille, Denize Tontz e Savannah Jayde como As Jennifers, Daran Norris como Budha Bob, David Anthony Higgins como Sr.Bitters e Barnett O'Hara como O Guitarrista(Cara do Violão). Atores Convidados:Hira Ambrosino como a Psiquiatra e Joe Thornton Jr. como Inspetor Sanitário. Notas:A cena em que Kendall tenta pulverizar James com água é uma paródia do filme Matrix.Taylor Lautner é mencionado nesse episódio.Este episódio lançou na NickelodeonEUA como parte do especial "Noite Mais quente na Nick", junto a outros episódios de outras séries da Nickelodeon como iCarly(Sobrevivendo ao Calor); Victorious(A Sobrevivência do Mais Calorento) e True Jackson(A Onde de Calor). Este foi o terceiro episódio da 1ª Temporada a ser lançado em um sábado nos EUA. A versão completa da música "Famous" lançou logo após o final deste episódio nos EUA. Música de fundo:"Any Kind of Guy" e "Famous". Músicas cantadas:"Stuck" (apenas uma parte do refrão). |       |                                                                                            |                      |                           |                                                                    |                    |                                |
| 18 | 18    | "O Clipe do Big Time Rush" "Big Time Video"                                                | Jonathan Judge       | Ron Holsey                | 26 de junho de 2010 29 de outubro de 2010 8 de dezembro de 2010    | 118                | 4.1                            |
| Os garotos vêem vários moradores de Palm Woods indo embora decepcionados por não conseguirem um papel a meses, inclusive Camille, que diz não conseguir um papel a seis meses, e seu pai a levará de volta para Connectcut. Ao descobrir que faram seu primeiro vídeo clipe, os garotos pedem para Camille enrolar seu pai até eles voltarem e darem uma resposta de seu futuro plano. Os garotos fazem de tudo para que Camille participe de seu clipe. Ao ver Jo com uma mala, Kendall se desespera e diz a ela que poderá participar do clipe também, ela aceita mas diz que só queria que ele concertasse as rodinhas de sua mala.Carlos faz o mesmo ao ver as Jennifer chorando com malas, mas depois de Carlos chamá-las ele descobre que elas só estavam atuando sobre o choro. Ao verem o desespero de alguns outros de Palm Woods, os garotos acabam convidando muito gente para o clipe, mesmo Gustavo tendo dito não.Enquanto isso, Katie está revoltada por Bitters deixar seu carro novo estacionado no Parque de Palm Woods para impressionar as mulheres, não deixando ela e outras crianças brincarem em paz. Com a ajuda de Marcos, o Fotógrafo, que foi rejeitado por Gustavo para dirigir o clipe, os garotos conseguem gravar um ótimo vídeo clipe com os moradores de Palm Woods. Por fim todos ficam em Palm Woods e Gustavo gosta do clipe e compra o carro do Sr.Bitters para os meninos,tornando ele "O Carro do Big Time Rush". Atores Secundários:Tanya Chisholm como Kelly, David Anthony Higgins como Sr.Bitters, Daran Norris como Budha Bob, Erin Sanders como Camille, Katelyn Tarver como Jo, Denize Tontz-Kelli Goss e Savannah Jayde como As Jennifers e Barnett O'Hara como O Guitarrista(Cara do Violão). Atores Convidados:Carlos Alazraqui como Marcos-O Fotógrafo(visto pela primeira vez no episódio "A Foto") e David Goldman como o pai de Camille. Notas:Este é o segundo episódio comercializado como um especial na NickelodeonEUA, sendo o primeiro, o episódio "Boa Sorte".São mencionados neste episódio Lady GaGa, Red Hot Chili Peppers e The Fresh Beat Band. A versão completa do clipe da música "City is Ours" foi lançada logo após o fim do episódio na NickelodeonEUA. A Música "City is Ours" foi a primeira a ser tocada fora da série, foi tocada no filme Best Player, também da Nickelodeon, na cena em que Quincy leva Stacey e Chris no salão de jogos. Músicas cantadas:"City is Ours". |       |                                                                                            |                      |                           |                                                                    |                    |                                |
| 19–20 | 19–20 | "O Show do Big Time Rush(Parte 1 e 2)" (Segundo Filme de Big Time Rush) "Big Time Concert" | Savage Steve Holland | Scott Fellows Lazar Saric | 20 de agosto de 2010 16 de dezembro de 2010 15 de dezembro de 2010 | 119-120            | 3.3                            |
| Prestes a lançar seu primeiro álbum, os garotos estão animados com seu primeiro show. Depois de muito suarem treinando para o show, Griffin dá uma péssima notícia para os garotos dizendo que o show, a turnê e a banda estão cancelados e eles devem voltar para Minnesota. Decepcionados, os garotos retornam para sua antiga vida em Minnesota.Kendall volta a trabalhar no mercado, Logan continua com a ideia de ser médico, Carlos quer ser um supe herói e James ainda quer ser um super astro pop. Em Los Angeles, Gustavo e Kelly vendem tudo de Gustavo e de toda a Gravadora Rocque para trazer os meninos de volta e fazer o show e a turnê e continuarem sua carreira. Em Minnesota, Kelly, Gustavo e os meninos descobrem que James foi levado para Los Angeles por Hawk, dono da gravadora Hawk Records e inimigo de Gustavo. Ao voltarem para Los Angeles descobrem que James está morando em Palm Woods no antigo apartamento dele e dos outros.Gustavo decide substituir James, mas ninguém que fez os testes tinha talento.James percebe que ter aceite a proposta de Hawk foi um erro, então decide voltar para os amigos e continuar com o Big Time Rush. No dia do show, Hawk e sua assistente Rebecca sequestram os meninos, mas logo são salvos por Carlos, que ao rolar as escadas amarrado na cadeira, consegue se livrar e libertar os amigos também. Os garotos conseguem chegar a tempo para o show graças a Sebastian, mordomo que Hawk havia dado para James. Os garotos conseguem fazer uma grande apresentação, sendo mais tarde perseguidos por fãs e continuando sua carreira musical... Atores Secundários:Tanya Chisholm como Kelly, Matt Riedy como Griffin, Challen Cates como Sra.Knight, Erin Sanders como Camille, Katelyn Tarver como Jo, Barnett O'Hara como O Guitarrista(Cara do Violão). Atores Convidados:Phill LaMarr como Hawk, Camilla Ludington como Rebecca, Eddie Brigadier como Sebastian, Curt Hansen como Dak Zevon, Fred Tallaksen como Sr.X, Bryan McGovern como o pai de James, Ted Garcia como eles mesmo e Andray Johnson como executivo. Notas:Neste episódio Kendall e Jo dão seu primeiro beijo.Este é o último episódio da 1ª temporada, e termina com uma frase semelhante a frase do primeiro episódio da mesma temporada "E a viagem musical começa...", mas desta vez a frase é "E a viagem musical continua...". O primeiro episódio desta temporada começou com garotas correndo atrás deles e querendo bater neles, e o último desta temporada termina com garotas correndo atrás deles pois eles são famosos.Este é o segundo episódio duplo(filme de TV) da série. Na semana que antecedeu a estreia desse episódio nos Estados Unidos, a página do Big Time Rush no nick.com, bateu um recorde de 757.000 visitantes únicos e 3,2 milhões de visualizações de página. Músicas de fundo:"City is Ours", "Big Time Rush", "Halfway There" e "Any Kind of Guy". Músicas cantadas:"This is Our Someday", "The Giant Turd Song" (cantada por Kendall para animar o grupo) e "Famous". |       |                                                                                            |                      |                           |                                                                    |                    |                                |